# Rivière au Pin
Rivière au Pin är ett vattendrag i Kanada.   Det ligger i provinsen Québec, i den sydöstra delen av landet, 300 km öster om huvudstaden Ottawa.
I omgivningarna runt Rivière au Pin växer i huvudsak blandskog. Runt Rivière au Pin är det glesbefolkat, med 10 invånare per kvadratkilometer.